# کیارونه اسکالو
کیارونه اسکالو (به ایتالیایی: Chiarone Scalo) یک منطقهٔ مسکونی در ایتالیا است که در کاپالبیو واقع شده‌است. کیارونه اسکالو ۲۳ نفر جمعیت دارد و ۵ متر بالاتر از سطح دریا واقع شده‌است.